# Bàssit (nom)
Bàssit és un nom masculí àrab —en àrab باسط, Bāsiṭ— que literalment significa «que estén», «que conforta», «que alegra». Si bé Bàssit és la transcripció normativa en català del nom en àrab clàssic, també se'l pot trobar transcrit d'altres maneres: Basit... Aquest nom també el duen musulmans no arabòfons que l'han adaptat a les característiques fòniques i gràfiques de la seva llengua.
Vegeu aquí personatges i llocs que duen aquest nom.
Vegeu també Abd-al-Bàssit.